# NN-187
La carretera NN-187 es una vía departamental secundaria que se encuentra en el departamento de Granada, Nicaragua. Su trazado conecta el Barrio Palmira en la ciudad de Granada con la comarca rural de San Antonio, atravesando sectores agrícolas y comunidades dispersas.

## Trazado y cruces
Esta carretera sirve como vía complementaria al sistema vial del departamento, contribuyendo a la conectividad regional.
| km    | Localidad             | Departamento | Conexión / Ruta |
| ----- | --------------------- | ------------ | --------------- |
| 0.0   | Barrio Palmira        | Granada      |                 |
| 24.3  | Zona rural            | Granada      |                 |
| 57.46 | San Antonio (Granada) | Granada      |                 |